# Hannes Schönfelder
Hannes Schönfelder (* 28. Januar 1945 in Görlitz) ist ein deutscher Jurist und war von 2001 bis 2010 Richter am Bundesfinanzhof.

## Leben
Vor seiner richterlichen Karriere war Hannes Schönfelder zunächst fünf Jahre wissenschaftlicher Assistent am Institut für Wirtschafts- und Arbeitsrecht der Friedrich-Alexander-Universität Erlangen-Nürnberg und trat im November 1979 in die Finanzverwaltung des Freistaates Bayern ein. Er war sechs Jahre in der Finanzverwaltung tätig, bevor er Richter am Finanzgericht Nürnberg wurde. Die Tätigkeit als Richter in der Finanzgerichtsbarkeit wurde durch die sechseinhalbjährige Tätigkeit als Bürgermeister von Feucht für die SPD unterbrochen. Ab 1996 war er bis zur Ernennung zum Richter am Bundesfinanzhof am 5. September 2001 wieder Richter am Finanzgericht Nürnberg. Schönfelder gehörte dem X. Senat des Bundesfinanzhofes an, der sich mit der Ertragsbesteuerung von Einzelgewerbetreibenden und der Rentenbesteuerung befasst. Am 31. Januar 2010 trat Hannes Schönfelder in den gesetzlichen Ruhestand ein.

## Auszeichnungen
- Willy-Brandt-Medaille